# 罗杰·自茨乐

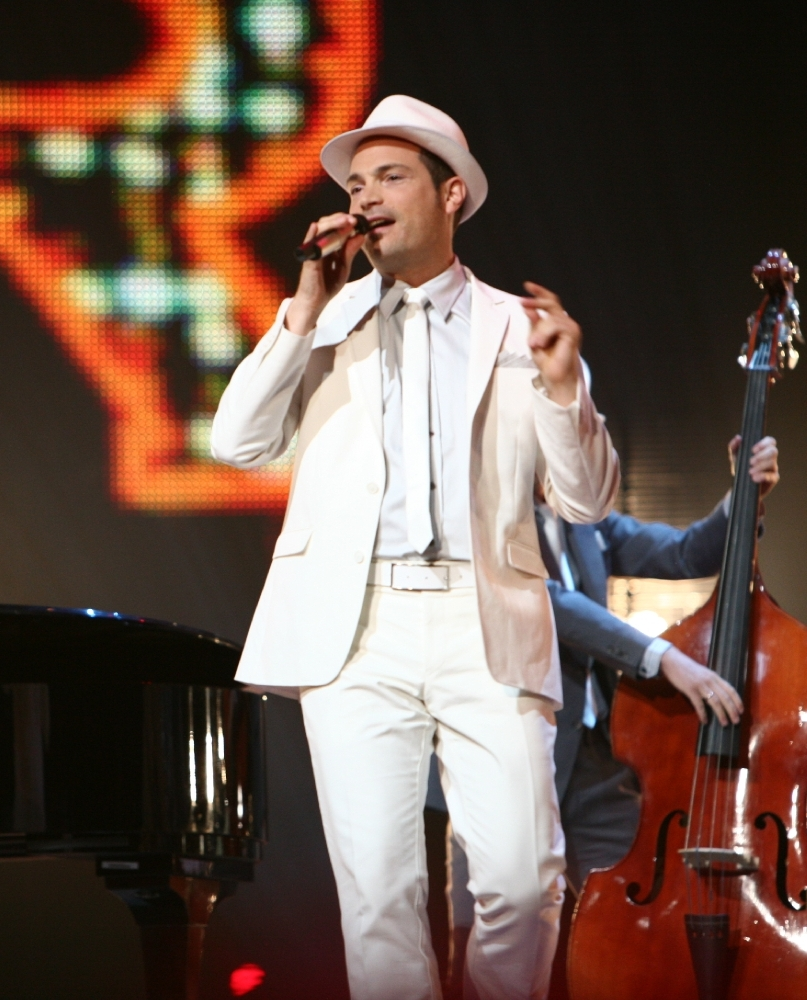
罗杰·自茨乐

罗杰·自茨乐（德語：Roger Marcel Cicero Cziczeo，1970年7月6日—2016年3月24日），1970年7月6日生於柏林，是一位德国爵士乐风音乐家。曾於2007年代表德國參加2007年歐洲歌唱大賽。